# Operación Antes del Amanecer
La Operación Antes del Amanecer fue la primera de los tres costosos ataques de olas humanas de 1983 en el área de Amara 200 kilómetros al sureste de Bagdad, la capital de Irak. Fue lanzada por Irán durante la Guerra Irán-Irak del 6 al 26 de febrero del mismo año.

## Antecedentes
Los iraníes originalmente planearon lanzar la ofensiva para conmemorar el cuarto aniversario de la Revolución Islámica. Los objetivos eran claros: avanzarían desde territorio iraní, apoderarse de territorio iraquí en el área de Amara y moverse hacia Bagdad. La toma de la ciudad de Amara era la parte superior para cortar los movimientos de tropas y suministros de Bagdad a Basora.  
La inteligencia de Estados Unidos reportó que ambos bandos tenían cerca de 100,000 soldados listos para la batalla. Las iraníes consistían principalmente de la “última reserva” de los Cuerpos de la Guardia Revolucionaria Islámica (CGRI) y voluntarios Basij apoyados por 2 divisiones del Ejército de Irán. Las fuerzas iraquíes consistían sobre todo de infantería conscripta formada por brigadas de tanques de la Guardia Republicana Iraquí (GRI); en adición estos últimos tenían también tres líneas de trincheras formando un semicírculo alrededor de Amara. El terreno del campo de batalla adicionalmente era difícil para Irán, pues el área es un área de colinas bajas y marismas creadas en una llanura abierta. Para este efecto los iraquíes hicieron trincheras posicionadas estratégicamente desde las colinas hasta el extremo de las marismas.         
Pese a todo el presidente del Parlamento iraní Akbar Hashemi Rafsanjani afirmó: El pueblo está a la expectativa de esta ofensiva para la operación militar final que determina el destino de la región. 

## La batalla
En la mañana del 6 de febrero, Irán atacó un tramo de 40 km cerca de Amara, vía las marismas y las colinas. Seis divisiones iraníes atacaron para quebrar la resistencia enemiga con la ayuda aérea, artillería y del ejército regular. Los iraquíes, superados en número, respondieron con doscientas salidas de helicópteros por día para apoyar a los defensores. Las salidas fueron tan efectivas que los tanques iraquíes fueron reducidos para sus roles de defensa; no es sorprendente que 6000 soldados iraníes perecieran el primer día de la operación.                                     
En medio de la ofensiva Radio Teherán reportó que se liberó cerca de 2 km de territorio iraní. La realidad era más que eso, aunque, como Irán continuamente recurría a tácticas rudas, incluyendo el uso de niños soldados en ataques de olas humanas atravesando la tierra de nadie, que fue siempre respondida por fuego iraquí. Ligeramente equipados y pobremente entrenados los jóvenes iraníes cargaban contra el fuego de la infantería iraquí desde las trincheras, esos adolescentes murieron por cientos y algunos fueron capturados después de ser heridos. Los residentes de la ciudad de Ahwaz, 100 km detrás del frente, reportaron que su morgue estaba llena hasta el borde de cadáveres traídos del campo de batalla.         

## Relato personal
El siguiente es un raro extracto de la experiencia de un niño soldado iraní durante esta operación. Está citada del libro de Ian Brown Los hijos desechos de Jomeini: La historia de los niños soldados de Irán:

Después de solamente un mes de instrucción militar en un campo cerca de Jorramchar, yo fui enviado al frente. Cuando llegamos todos nos reunimos en un campo donde muchos eran miles de nosotros, algunos más jóvenes que mí y uno que otro viejo. El comandante nos dijo que partiríamos para atacar y una posición iraquí al noreste de Basora protegía la carretera hacia Qurna, para así tomarla. La siguiente mañana a las 4:00 AM nos fuimos en camiones del ejército y a mí me dieron un arma y dos granadas de mano. El sol comenzaba a salir cuando fuimos hacia las líneas iraquíes y yo estaba asustado. Atravesamos en total la posición menos de 3 kilómetros. Como nos acercamos, nosotros podríamos oír explotar bombas, y yo consideré que había que explotar la nuestras. Cuando llegamos hasta la parte superior de una colina empezamos a bajar al otro lado atravesando la posición enemiga.

Yo estaba asustado. Gritamos Alá akbar (Dios es grande en idioma árabe) y yo miré soldados en frente de nosotros -una línea de cascos- y ellos abrieron fuego. Poco a poco todos me rodeaban, pero yo mantuve la dirección y les disparé por mucho rato matándolos. A la vez llegué a las trincheras, lancé mis granadas y de alguna manera perdí mi arma, pero no recuerdo ahora; entonces fui golpeado en la pierna y me caí al suelo estando ahí por un largo tiempo en frente de las líneas del frente. Otros iraníes pasaron pero todos ellos cayeron, yo buscaba como me ayudaran. Mi pierna estaba quemada. Finalmente el ataque paró al atardecer, pero yo dormía cuando los iraquíes salieron de las trincheras para mirar los cuerpos. Entonces pateaban los cadáveres y cuando ellos me patearon grité de dolor; pero ellos me recogieron y me movieron hacia un camión. Para mí la guerra estaba perdida.

## Después
Irán fue dirigido para recuperar 100 km de su propio territorio. Pero después de una semana de punto muerto, Irán abandonó la operación tras crear mínimas ganancias contra los iraquíes. Rafsanjani posteriormente se retractó de su anterior jactancia al decir que la ofensiva no era la última a la expectativa. Para los iraquíes esta victoria ayudó las pobremente calificadas y agitadas fuerzas terrestres para incentivar su moral. 